# Northern Soul (Vereinigte Staaten)
Der Begriff Northern Soul gilt in den USA als Synonym für die Soulmusik aus Detroit (insbesondere des Motown Labels) und Chicago im Gegensatz zum Southern Soul aus Memphis (Stax Records). Diese Termini werden allerdings eher selten benutzt. Die Begriffe, die sich für die Soul-Genres durchsetzten, beziehen sich meist direkt auf die Labels oder die Orte, in denen die Labels ansässig waren: also Detroit (Soul) bzw. Motown, Chicago (Soul) oder Memphis.